# Sergi Fernández
Sergi Fernández Vila (Calvià, 25 febbraio 1985) è un hockeista su pista spagnolo.

## Palmarès

### Club

#### Titoli nazionali
- Coppa del Re: 8

Vic: 2009, 2010
Barcellona: 2011, 2012, 2016, 2017, 2018, 2019
- Supercoppa di Spagna: 9

Vic: 2009, 2010
Barcellona: 2011, 2012, 2013, 2014, 2015, 2017, 2020
- Campionato spagnolo: 9

Barcellona: 2011-2012, 2013-2014, 2014-2015, 2015-2016, 2016-2017, 2017-2018, 2018-2019, 2019-2020, 2020-2021

#### Titoli internazionali
- Supercoppa d'Europa/Coppa Continentale: 3

Barcellona: 2010-2011, 2015-2016, 2018-2019
- CERH European League: 3

Barcellona: 2013-2014, 2014-2015, 2017-2018
- Coppa Intercontinentale: 2

Barcellona: 2014, 2018

### Nazionale
- Campionato mondiale: 2

Montreux 2007, Vigo 2009
- Campionato europeo: 3

Monza 2006, Oviedo 2008, Wuppertal 2010